# One More Minute
One More Minute è un singolo del cantante statunitense "Weird Al" Yankovic estratto dall'album Dare to Be Stupid.
È una delle sue poche canzoni originali, ma è nello stile del doo-wop

## Significato
Nella canzone Weird Al parla di una sua vecchia relazione che aveva avuto con una ragazza non nominata, in cui lui, come dice il ritornello, preferirebbe farsi del male piuttosto che stare un altro minuto con lei.

## Tracce
1. One More Minute – 4:02
2. Midnight Star – 4:33

## Il video
Nel video si vede Weird Al che canta in una stanza buia (ci sono anche gli altri componenti della band che fanno il coro).
In una scena del video si può notare che Yankovic strappa una foto che ritrae la sua ex-ragazza.